# Ion Pîrcălab
Ion Pîrcălab (Bucarest, 5 novembre 1941) è un ex calciatore rumeno, di ruolo attaccante. È stato soprannominato la Freccia dei Carpazi dall'allenatore Helenio Herrera.

## Palmarès

### Club

#### Competizioni nazionali
- Campionato rumeno: 4

Dinamo Bucarest: 1961-1962, 1962-1963, 1963-1964, 1964-1965
- Coppa di Romania: 2

Dinamo Bucarest: 1963–64, 1967–68

#### Competizioni internazionali
- Coppa delle Alpi: 1

Nîmes: 1972